# Alejo Xifias
Alejo Xifias (en griego: Αλέξιος Ξιφίας, en italiano: Alessio Xifea) fue protospatario y el segundo catapán de Italia del Imperio bizantino, de 1006 a 1008, sucediendo al primero de ellos, Gregorio Tarcaniota (del cual fue, probablemente, su secretario en el Catapanato de Italia).
En marzo de 1007, promulgó un diploma en favor de Alejandro, abad de San Giovanni in Lamis. 
| Predecesor: Gregorio Tarcaniota | Catapán de Italia 1006 - 1008 | Sucesor: Juan Curcuas |